# Skolestart
|  | Denne artikel er oprettet af botten Steenthbot ud fra en ekstern database. Den kan derfor have sproglige fejl eller mangler. Denne skabelon kan fjernes efter kontrol af indholdet. |

Skolestart er en dansk oplysningsfilm fra 1978 instrueret af Claus Ørsted og efter manuskript af Lars Christensen og Claus Ørsted.

## Handling
TV-spots til OBS. Færselssikkerhedsråd ved skolestart.